# Autotelefoon

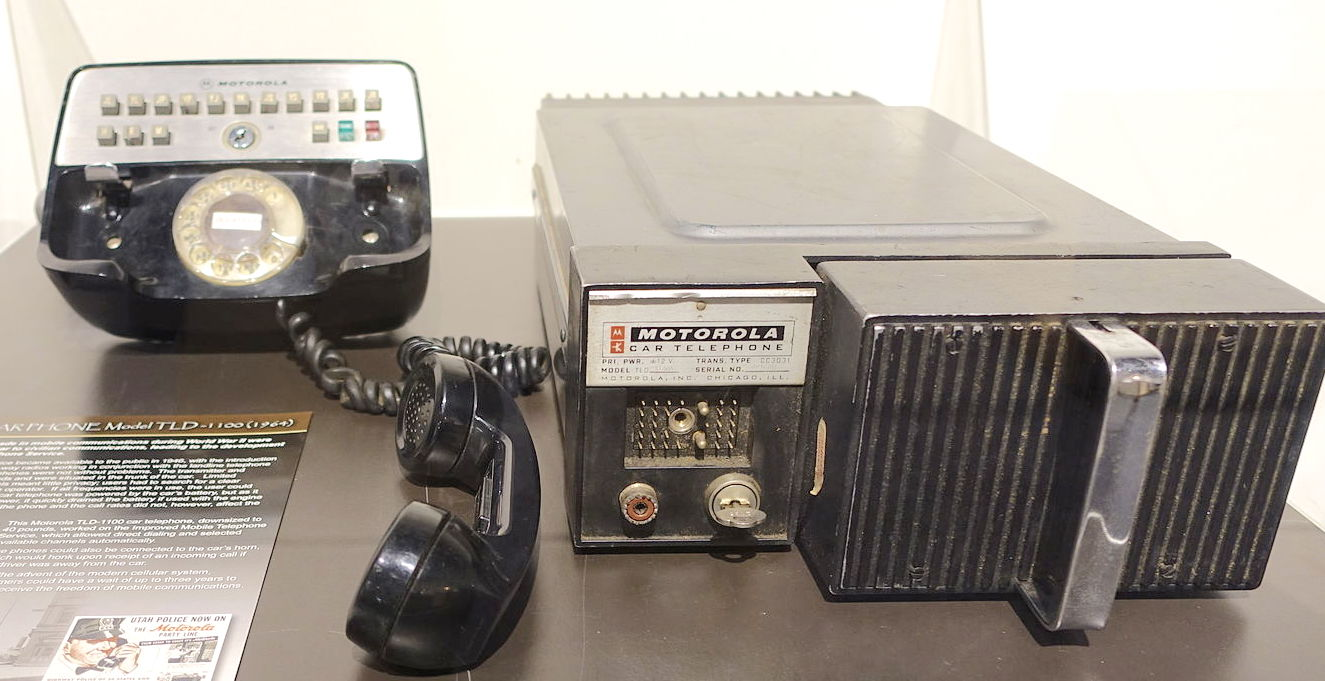
Motorola autotelefoon model TLD-1100 uit 1964

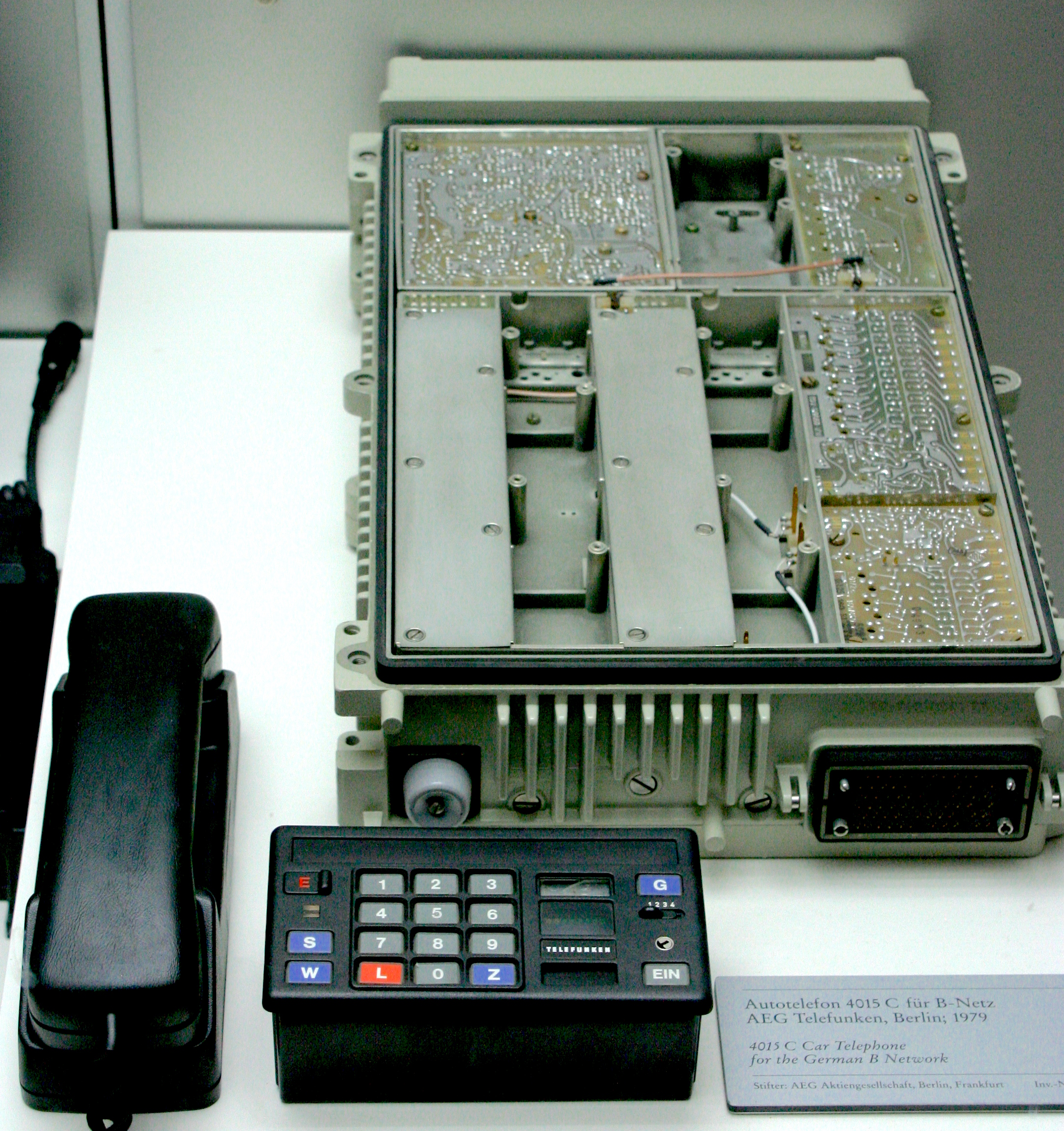
Een AEG 4015C telefoon voor het Duitse B Netwerk, ca. 1979

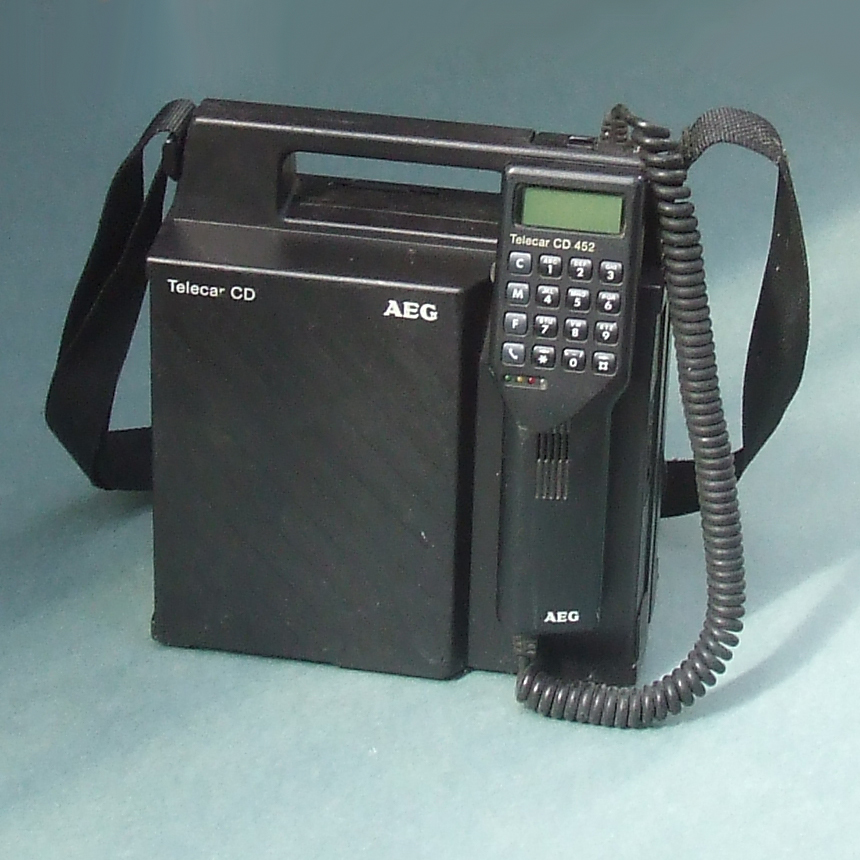
AEG Telecar, jaren 80

De autotelefoon was een mobiel telefoonsysteem voor in de auto of boot. Het was in Nederland de opvolger van het landelijke mobilofoonnet en is later opgevolgd door Greenpoint en vervolgens de gsm-telefoon met carkit.
De eerste autotelefoon die kon bellen met het reguliere vastelijnnetwerk werd in 1946 in de Verenigde Staten geïntroduceerd. Rond 1964 waren er 1,5 miljoen autotelefoons in de VS. Tot in het begin van de jaren 90 waren de toestellen zo groot dat de zendontvangers achter in de auto werden gemonteerd. Een bedieningskastje en later uitsluitend de hoorn met daarin een display en bedieningsknoppen bevond zich binnen handbereik van de bestuurder of passagier. Latere modellen (te beginnen met de Carvox 2453 die op 1 mei 1986 in Nederland op de markt kwam) waren draagbaar en hadden een eigen accupakket. Deze modellen konden aan een riem over de schouder worden gedragen. Ze kunnen gezien worden als mobiele telefoons, maar waren eigenlijk alleen als autotelefoon praktisch in gebruik. In 1990 verschenen de eerste handzame mobiele telefoons in Nederland.

## Techniek
De autotelefoon had een aantal verbeteringen, in vergelijking met de mobilofoon:
- Verbindingen werden automatisch tot stand gebracht.
- Een autotelefoon was altijd oproepbaar, ook als niet bekend was waar de autotelefoon zich bevond (vanaf ATF-2).
- De autotelefoon kon gelijktijdig zenden en ontvangen. Er was geen centralist nodig die het hele gesprek meeluisterde om over te schakelen zodra "over" werd geroepen.

Er zaten, gezien vanuit de huidige stand der techniek, wel nadelen aan:
- De apparatuur was tot ca. 1990 volumineus, zodat de autotelefoon alleen praktisch bruikbaar was in een auto of boot.
- Door het gebruik van analoge smalband-FM-modulatie waren de gesprekken voor iedereen binnen bereik van de telefoon zelf of het basisstation waarmee deze in verbinding was, met een scanner eenvoudig mee te luisteren.

## Geschiedenis van de autotelefoon in Nederland

### ATF-1
In maart 1980 ging autotelefoon in Nederland van start. Dit netwerk werd bekend onder de naam ATF-1. ATF was een afkorting van "autotelefoon"; het volgnummer werd later toegevoegd ter onderscheiding van andere, nieuwere netten. ATF-1 werkte met analoge smalband-FM zenders en ontvangers in de 150MHz-band. In Oostenrijk, Luxemburg en West-Duitsland was het systeem al eerder in gebruik en het Nederlandse telefoonbedrijf maakte dan ook gebruik van de Oostenrijkse ervaringen. Dat viel tegen - het bleek dat de Nederlandse gebruikers veel spraakzamer waren dan de Oostenrijkers, waardoor het systeem spoedig overbelast was. Nederland was opgedeeld in slechts drie frequentiegebieden: noord, zuid en west. Wie iemand op het autotelefoonnet wilde bereiken moest vooraf weten in welk gebied de te bellen persoon zich bevond. Voor elk gebied was een apart 'kengetal'. Eerst was dat 02931, 02932 en 02933; later werd dat 06-524, 06-525 en 06-526.
Door het beperkte aantal beschikbare frequenties was het maximumaantal abonnees beperkt tot 2500. Dit aantal werd reeds in 1983 bereikt.

### ATF-2
In 1985 werd ATF-2 geopend om de capaciteit te vergroten. Dit netwerk maakte gebruik van de 450MHz-band. Bij dit net hoefde de gebruiker niet te weten waar de telefoon zich bevond, doordat dat automatisch werd bijgehouden. De audiosignalen werden nog steeds analoog verzonden. Het net had aanvankelijk voldoende capaciteit voor 15 000 abonnees. Later werd dit uitgebreid tot 32 000 abonnees. Dit werd niet alleen door de uitbreiding van het aantal kanalen bereikt, maar ook door het vergroten van het aantal basisstations, waardoor dezelfde frequentie tegelijkertijd op meerdere plaatsen in gebruik kon zijn zonder dat men elkaar onderling stoorde. Toch was door de groei van de vraag naar mobiele communicatie het netwerk al snel te beperkt. In plaats van een geplande uitbreiding van ATF-2 werd gekozen een nieuw netwerk op te zetten.

### ATF-3
In januari 1989 werd ATF-3 in gebruik genomen. Dit was een analoog smalband-FM-netwerk in de 900MHz-band, die aanvankelijk was gereserveerd voor een digitaal autotelefoonnetwerk, dat op dat moment nog niet beschikbaar was. Het ATF-3-net was gebaseerd op het NMT-900-systeem, dat ook in de Scandinavische landen en in Zwitserland in gebruik was. Het aantal basisstations was aanzienlijk groter dan bij ATF-2 en het zendvermogen was lager, waardoor de uitgegeven frequenties vaker konden worden hergebruikt. ATF-3 werd in Nederland gedeeld door de eerste generatie mobiele telefoons (toentertijd aangeduid als zaktelefoons) en autotelefoons.

### ATF-4
De Nederlandse PTT gebruikte de term ATF-4, in ieder geval intern, voor de introductie van gsm in Nederland.

### Scheepvaart
Omdat de Nederlandse wetgeving het in de begintijd niet toestond om autotelefoons aan boord van schepen te gebruiken, bleven binnenvaartschippers jarenlang verstoken van een (legale) telefoonverbinding. Wie toch een autotelefoon installeerde riskeerde een boete. De wet zag een schip uitsluitend als een vaartuig, waarop uitsluitend een marifoon was toegestaan als communicatiemiddel. Men ging geheel voorbij aan de binnenvaartschippers die een groot deel van hun leven, vaak met hun gezin, aan boord van hun schip doorbrachten. Pas ver in de jaren tachtig kwam aan deze situatie een eind. Op de Rijnvaart was ATF-1 populair, omdat uitsluitend met dit systeem zowel in Nederland als in Duitsland kon worden getelefoneerd.

### Opheffing
Het einde van de autotelefoonnetten kwam in 1992 in zicht, toen er een Europese standaard voor digitale telefonie kwam. Dit was het gsm-netwerk, dat in 1994 in Nederland in bedrijf werd gesteld. PTT Telecom lanceerde echter in mei 1992 een andere dienst, Greenpoint, waarvan men dacht dat het een goedkoop alternatief voor de autotelefoon zou zijn. In de praktijk waren de klanten er vanwege alle beperkingen niet zo gecharmeerd van. Greenpoint werd op 1 januari 1999 opgeheven, nog voordat het laatste ATF-netwerk uit de lucht ging.
Het eerste autotelefoonnet werd in 1995 gesloten, de andere twee werden na het eerste succes van het gsm-systeem op 1 oktober 1999 gesloten. In de eerste jaren maakte Hi van KPN gebruik van het ATF-3-netwerk, later werd overgeschakeld op gsm.
Op 1 januari 2005 werden de frequenties rond 151 MHz van het ATF-1-netwerk vrijgegeven voor kerkradio.
mobilofoon ·
semafoon ·
autotelefoon ·
greenpoint ·
gsm